# The Book of Boba Fett
The Book of Boba Fett er en amerikansk tv-serie skabt af Jon Favreau for streamingtjenesten Disney+. Det er en del af Star Wars-franchisen, et spin-off fra serien The Mandalorian med forbryder kongen og dusørjægeren Boba Fett som også kendes fra andre Star Wars- medier. Serien foregår på tværs af to tidslinjer: sammen med The Mandalorian og Ahsoka, og umiddelbart efter begivenhederne i Jediridderen vender tilbage.
Temuera Morrison har hovedrollen som Boba Fett, mens Ming-Na Wen også har hovedrollen som Fennec Shand. Begge gentager deres roller fra The Mandalorian og andre tidligere Star Wars- film og serier. Det er flere gange forsøgt at lave en selvstændig Star Wars- film centreret om Boba Fett, før Lucasfilm begyndte at prioritere sine streamingserier som The Mandalorian. Morrison optrådte som Fett sammen med Wen i anden sæson af The Mandalorian, og en potentiel spin-off-serie blev først rapporteret i november 2020. The Book of Boba Fett blev officielt annonceret i december 2020 med Morrison og Wen i hovedrollerne. Optagelserne var begyndt på det tidspunkt og sluttede i juni 2021.
The Book of Boba Fett havde Premiere den 29. december 2021 og kører i syv afsnit indtil den 9. februar 2022.

## Handling
Boba Fett og Fennec Shand forsøger at skabe sig et navn i galaksens underverden ved at overtage det territorium, der engang var regeret af Jabba the Hutt .

## Medvirkende
- Temuera Morrison som Boba Fett: Den nye forbryder konge på Tatooine, tidligere dusørjæger og søn af Jango Fett. Morrison sagde, at serien var en mulighed for at udforske karakterens fortid og vise, hvad der skete med ham mellem begivenhederne i  Jediridderen vender tilbage (1983) og anden sæson af The Mandalorian (2020). Daniel Logan optræder som en ung Fett via arkivoptagelser fra Star Wars Episode II: Klonernes Angreb (2002).
- Ming-Na Wen som Fennec Shand: En elite lejesoldat og snigmorder i Fetts tjeneste.
- Pedro Pascal som The Mandalorian (Din Djarin): En enlig mandalorian dusørjæger som tidligere arbejdede sammen med Fett og Shand på sin redningsmission af Barnet Grogu.

## Produktion

### Baggrund
I februar 2013 annoncerede Disneys CEO Bob Iger at der ville komme adskillige enkeltstående
Star Wars spin-off film. Den ene var angiveligt centreret om dusørjægeren Boba Fett, og ville enten finde sted mellem Et nyt håb (1977) og Imperiet slår igen (1980) eller Imperiet slår igen og Jedi-ridderen vender tilbage (1983). Filmen skulle også følge andre dusørjægere som blev set i Imperiet slår igen. I begyndelsen af 2014 henvendte Simon Kinberg sig til instruktøren Josh Trank om at lave en Star Wars-film, og Trank lavede et pitch for en Boba Fett-film til Star Wars firmaet Lucasfilm, som han var blevet hyret af til at instruere i juni samme år. Trank skulle efter planen annoncere filmen ved Star Wars Celebration i Anaheim i april 2015, og også afsløre en teaser for projektet, men dette blev aflyst i sidste øjeblik efter at Lucasfilm blev opmærksom på den problematiske produktion på Tranks film Fantastic Four (2015). I maj 2015 arbejdede Trank ikke længere på filmen. En Boba Fett film blev efter sigende stadig overvejet af Lucasfilm i august 2017. Efter den økonomiske fiasko med filmen Solo: A Star Wars Story (2018), genovervejede Disney deres Star Wars filmproduktioner. I oktober 2018 bevægede Boba Fett filmen sig ikke længere, og Lucasfilm prioriterede i stedet Disney+-streamingserien The Mandalorian.
I februar 2020 annoncerede Iger, at der blev overvejet at lave spin-offs af The Mandalorian, og der var potentiale for at tilføje flere karakterer til serien med den hensigt at give dem deres egen serie. I maj 2020 var Temuera Morrison sat til spille Boba Fett i den anden sæson af The Mandalorian. Morrison spillede Bobas far Jango Fett i Star Wars Episode II: Klonernes angreb (2002), og fortsatte med at give stemme til Boba i forskellige Star Wars serier. Før Morrisons medvirken i The Mandalorian blev bekræftet, optrådte Fett kort i den første sæsons episode "Kapitel 5: Revolvermanden" sammen med karakteren Fennec Shand, spillet af Ming-Na Wen. Morrison har en lille rolle i anden sæsons premiere, "Kapitel 9: Fogeden", før han blev fuldt introduceret i "Kapitel 14: Tragedien", instrueret af Robert Rodriguez.

## Afsnit
| Nr. | Titel                                                                                 | Instruktør          | Forfatter                 | Oprindelig udgivelse |
| --- | ------------------------------------------------------------------------------------- | ------------------- | ------------------------- | -------------------- |
| 1   | "Chapter 1: Stranger in a Strange Land" "Kapitel 1: Fremmed i et fremmed land"        | Robert Rodriguez    | Jon Favreau               | 29. december 2021    |
| 2   | "Chapter 2: The Tribes of Tatooine" "Kapitel 2: Tatooines stammefolk"                 | Steph Green         | Jon Favreau               | 5. januar 2022       |
| 3   | "Chapter 3: The Streets of Mos Espa" "Kapitel 3: Mos Espas gader"                     | Robert Rodriguez    | Jon Favreau               | 12. januar 2022      |
| 4   | "Chapter 4:The Gathering Storm" "Kapitel 4: Optræk til uvejr"                         | Kevin Tancharoen    | Jon Favreau               | 19. januar 2022      |
| 5   | "Chapter 5: Return of the Mandalorian" "Kapitel 5: Mandalorianeren vender tilbage"    | Bryce Dallas Howard | Jon Favreau               | 26. januar 2022      |
| 6   | "Chapter 6: From the Desert Comes a Stranger" "Kapitel 6: Fra ørkenen kom en fremmed" | Dave Filoni         | Jon Favreau & Dave Filoni | 2. februar 2022      |
| 7   | "Chapter 7: In the Name of Honor" "Kapitel 7: I ærens navn"                           | Robert Rodriguez    | Jon Favreau               | 9. februar 2022      |